# Thunder Bay (film)
Thunder Bay is een Amerikaanse avonturenfilm uit 1953 onder regie van Anthony Mann. Destijds werd de film in Nederland uitgebracht onder de titel De haven der hartstocht.

## Verhaal
Na de Tweede Wereldoorlog willen de scheepsingenieur Steve Martin en zijn vriend Johnny Gambi olie boren voor de kust van Louisiana. Dat stuit op veel weerstand bij de plaatselijke garnalenvissers. Bovendien wordt Steve verliefd op de dochter van een van de vissers.

## Rolverdeling
| Acteur            | Personage          |
| ----------------- | ------------------ |
| James Stewart     | Steve Martin       |
| Joanne Dru        | Stella Rigaud      |
| Gilbert Roland    | Teche Bossier      |
| Dun Duryea        | Johnny Gambi       |
| Jay C. Flippen    | Kermit MacDonald   |
| Marcia Henderson  | Francesca Rigaud   |
| Robert Monet      | Phillipe Bayard    |
| Antonio Moreno    | Dominique Rigaud   |
| Harry Morgan      | Rawlings           |
| Fortunio Bonanova | Antoine Chighizola |
| Mario Siletti     | Louis Chighizola   |